# Elisabet Gustafsson
Elisabet Gustafsson, född 1972 i Stockholm, är en svensk filmregissör och manusförfattare.
Hon har bland annat arbetat med kortfilmer, musikvideor samt reportage för SVT. 2014 långfilmsdebuterade hon som regissör med filmen Krakel Spektakel. Gustafsson har en kandidatexamen i litteraturvetenskap från Stockholms universitet och en kandidatexamen i etnologi från Lunds universitet.

## Filmografi

### Långfilmer
- 2014: Krakel Spektakel

### Kortfilmer
- 2003: Älskade du
- 2007: Den store trollkarlen
- 2010: I väntan på examinering
- 2011: Den 7e hönan (La 7ème poule)